# Trausse
Trausse település Franciaországban, Aude megyében. Lakosainak száma 609 fő (2022. január 1.). Trausse Caunes-Minervois, Peyriac-Minervois, Rieux-Minervois és Félines-Minervois községekkel határos.

## Népesség
A település népessége az elmúlt években az alábbi módon változott:
| Lakosok száma | 493  | 433  | 431  | 496  | 503  | 533  | 590  | 597  | 598  | 609  |
|               | 1968 | 1982 | 1990 | 2006 | 2013 | 2015 | 2017 | 2019 | 2020 | 2022 |